# Witold Płowiec
Witold Płowiec (ur. w 1976 roku) – polski prawnik, doktor habilitowany nauk prawnych, profesor uczelni, od 2018 kierownik Zakładu Prawa Konstytucyjnego Wydziału Prawa i Administracji Uniwersytetu im. Adama Mickiewicza w Poznaniu.

## Życiorys
Absolwent Wydziału Prawa i Administracji Uniwersytetu im. Adama Mickiewicza w Poznaniu (2000), gdzie był seminarzystą prof. Krystyny Daszkiewicz. Stopień naukowy doktora nauk prawnych uzyskał w 2006 roku na podstawie pracy pt. Koncepcja prawna aktu prawa wewnętrznego w Konstytucji RP, której promotorem była prof. Sławomira Wronkowska-Jaśkiewicz. Stopień naukowy doktora habilitowanego nauk prawny otrzymał w roku 2018 na podstawie oceny dorobku naukowego oraz rozprawy Orzeczenia Trybunału Konstytucyjnego z terminem utraty mocy obowiązującej niekonstytucyjnej regulacji (2017). Dotychczasowa praca naukowa Witolda Płowca koncentruje się wokół źródeł prawa, konstytucyjnych zasad prawa, działalności orzeczniczej Trybunału Konstytucyjnego oraz wykonywania orzeczeń Trybunału Konstytucyjnego.
W latach 2006–2019 pracował na stanowisku adiunkta w Zakładzie Prawa Konstytucyjnego Wydziału Prawa i Administracji UAM, od 2018 roku pełni funkcję kierownika Zakładu Prawa Konstytucyjnego, zaś od 2019 jest zatrudniony na stanowisku profesora uczelni. W latach 2007–2012 pracował na stanowisku adiunkta w Wyższej Szkole Pedagogiki i Administracji im. Mieszka I w Poznaniu. Od 2006 roku pracuje w Biurze Trybunału Konstytucyjnego, następnie w Biurze Służby Prawnej Trybunału Konstytucyjnego. W latach 2014–2016 prowadził zajęcia z problematyki wykonywania orzeczeń Trybunału Konstytucyjnego w Rządowym Centrum Legislacji.
Od 2006 jest członkiem Polskiego Towarzystwa Prawa Konstytucyjnego.